# 東方軟口魚
東方軟口魚（学名：Chondrostoma orientale）为輻鰭魚綱鯉形目雅羅魚科的其中一種，分布於亞洲伊朗Pulwar河流域，棲息在中底層水域，背鰭硬棘3枚；背鰭軟條8枚；臀鰭硬棘2枚；臀鰭軟條9至10枚，體長可達15.2公分。